# Héléna Manson
Héléna Manson, född 18 augusti 1898 i Caracas, Venezuela, död 15 september 1994 i Neuilly-sur-Seine, Frankrike, var en skådespelare. Hon filmdebuterade 1925 och medverkade som birollsskådespelare inom fransk film och television fram till 1980-talets slut.

## Filmografi, urval
- 1931 – Kamratskap
- 1935 – Spelet om en man
- 1941 – Mordet på jultomten
- 1942 – Flickan och pojkligan
- 1942 – Mannen som log mot polisen
- 1943 – Korpen
- 1943 – Marie-Martine
- 1951 – Äventyr i New Orleans
- 1951 – Spetsbyxan
- 1952 – Kärlekens fröjder
- 1953 – Kärlekens barn
- 1955 – Någon måste dömas
- 1955 – Lola Montez - kurtisanen
- 1956 – Människor utan betydelse
- 1958 – Famntag i natten
- 1966 – Paris i augusti
- 1976 – Hyresgästen
- 1980 – Min farbror från Amerika